# Alfredo Girosi
Alfredo Girosi (c. 1860-1922) fue un pintor y dibujante italiano.

## Biografía
Nacido en Nápoles el 24 de noviembre de 1860 o 1862, estudió en el Instituto de Bellas Artes de su ciudad natal. De 1881 a 1882 fue profesor asistente de dibujo geométrico lineal y mecánico en dicho instituto, y luego profesor de geometría descriptiva y dibujo mecánico en el Real Arsenal Marítimo de Nápoles, además de profesor de ornamentación y figura en las Escuelas Municipales de dicha ciudad. Era especialista en miniaturas, pintura al pastel e imitación de pergaminos antiguos. Expuso diversas obras de este género en Milán, Venecia y en la Promotrice di Napoli. Obras suyas pertenecían a las colecciones de la Pinacoteca Provincial, de la Municipalidad de Nápoles o del ministro de Marina, Benedetto Brin. También publicó un Corso elementare di disegno geometrico per le scuole primarie y un Corso superiore di disegno geometrico lineare per le scuole tecniche ed industriali, en tres volúmenes. Falleció el 22 de marzo de 1922.